# (680) Genoveva
(680) Genoveva – planetoida z pasa głównego asteroid okrążająca Słońce w ciągu 5 lat i 229 dni w średniej odległości 3,16 j.a. Została odkryta 22 kwietnia 1909 roku w Landessternwarte Heidelberg-Königstuhl, w Heidelbergu przez Augusta Kopffa. Nazwa planetoidy pochodzi od tytułowej bohaterki opery Genoveva Friedricha Hebbla. Przed jej nadaniem planetoida nosiła oznaczenie tymczasowe (680) 1909 GW.